# Фасциолопсијаза
Фасциолопсијаза је обољење које настаје инфестацијом метиља Fasciolopsis buski, а јавља се у Азији у регијама где је развијено свињогојство и где становништво конзумира слатководне биљке. Према неким извештајима, у источној Азији од фасциолопсијазе болује око 10 милиона људи.

## Етиологија
Незрела јаја паразита се избацују столицом и доспевају у воду где сазревају и инфестирају преноснике - пужеве. Човек и животиње (углавном свиње) се заразе узимањем контаминиране воде и сирових слатководних биљака. У цревима домаћина метиљи сазревају у одрасле јединке које достижу величину од 20 до 75 mm.

## Клиничка слика
У већини случајева је инфестација блага и асимптоматска. Код тежих облика јављају се дијареја, бол у трбуху, малнутриција, повишена телесна температура, асцит (присуство течности у трбуху) и сл. Као компликација може настати и закрчење црева.

## Дијагноза и лечење
Дијагноза се поставља на основу анамнезе, клиничке слике и наласка јаја и одраслих јединки паразита у столици. Лек избора за терапију фасциолопсијазе је празиквантел, који се примењује у једној дози.